# La Veuve
La Veuve  là một xã thuộc tỉnh Marne trong vùng Grand Est đông nam nước Pháp. Xã này có diện tích 24,41 km2, dân số năm 2006 là 629 người.